# 阿眉山
阿眉山，位於綠島地理中心，高276公尺，為綠島第二高山峰。有流域面積狹小的短促野溪數條，除少數主流在雨季有水流，其餘多為常年乾涸之溪谷。